# Санту-Антониу-ди-Падуа (Рио-де-Жанейро)
Санту-Антониу-ди-Падуа (порт. Santo Antônio de Pádua) — муниципалитет в Бразилии, входит в штат Рио-де-Жанейро. Составная часть мезорегиона Северо-запад штата Рио-де-Жанейро. Входит в экономико-статистический  микрорегион Санту-Антониу-ди-Падуа. Население составляет 40 145 человек на 2007 год. Занимает площадь 611,981 км². Плотность населения — 65,6 чел./км².
Праздник города — 26 июля.   

## История
Город основан в 1883 году.

## Статистика
- Валовой внутренний продукт на 2005 год составляет 308 042 000,00 реалов (данные: Бразильский институт географии и статистики).
- Валовой внутренний продукт на душу населения на 2005 год составляет 7321,00 реалов (данные: Бразильский институт географии и статистики).
- Индекс развития человеческого потенциала на 2000 год составляет 0,754 (данные: Программа развития ООН).

## География
Климат местности: тропический. В соответствии с классификацией Кёппена, климат относится к категории Aw.